# Usine électrométallurgique d'Abinsk
 (septembre 2020).
La SARL Usine électrométallurgique d'Abinsk est une société à responsabilité limitée de métallurgie ferreuse, un producteur de produits métallurgiques en Russie, située dans la ville d'Abinsk, dans le kraï de Krasnodar.

## Histoire
En 2007, la première pierre a été posée pour la construction de l'usine d'Abinsk. En juillet 2010, l'usine d'acier laminé a été lancée. En 2011, la construction a commencé sur la deuxième étape - une installation de sidérurgie électrique capable de produire 1,3 million de tonnes de métal par an. Le projet s'est achevé avec succès en 2013. Parallèlement, en association avec l'atelier de fusion d'acier électrique, l'atelier de chaux est inauguré.
En 2015, le complexe de production a acquis une plus grande autonomie grâce au lancement de sa propre production d'oxygène. En novembre 2015, le premier million de tonnes d'acier a été produit à l'Usine électrométallurgique d'Abinsk. En mai 2016, La deuxième unité de laminage (laminage) des métaux a été ouverte. La même année, avec la participation du chef de l'administration du territoire de Krasnodar V.I. Kondratyev Une cérémonie officielle a eu lieu pour poser la première pierre de la quatrième étape de l'usine - l'atelier de quincaillerie. L'atelier a été lancé le 20 mars 2019,,.
En 2016, un centre de formation a été créé, qui a reçu une licence d'État pour des activités éducatives afin de préparer les travailleurs. En août 2018, 140 224 tonnes de moules en acier coulé continu ont été produites dans l'atelier de fusion d'acier électrique.

## Structure de l'entreprise
L'entreprise se compose de cinq industries (sidérurgie, laminage, quincaillerie, oxygène, chaux), reliées par une seule chaîne technologique. La structure comprend également des ateliers d'infrastructure et les unités de gestion des activités en usine L'atelier de fusion d'acier électrique opérant à L'Usine électrométallurgique d'Abinsk est capable de produire environ 1 500 000 tonnes d'acier par an. À l'heure actuelle, L'atelier fait actuellement fondre et couler différents types d'acier. L'atelier de laminage sectionnel produit de grandes et petites sections, en plus des tiges métalliques.
Les capacités de production permettent d'émettre environ 1 100 000 tonnes de métal laminé par an. La production de matériel de l'Usine électrométallurgique d'Abinsk est représentée par un atelier de fil d'acier. La productivité de l'atelier est de 85 000 tonnes de fil par an. L' Oxygen Plant de l'Usine électrométallurgique d'Abinsk est capable de produire 110 000 tonnes d'oxygène liquide par an. De plus, la société produit de l'argon liquide (5600 tonnes par an) et de l'azote (4500 tonnes par an).

## Activité
Activités En 2018, les revenus de l'usine d'électrométallurgie d'Abinsk se sont élevés à 29,39 milliards de roubles. En conséquence, la société est entrée dans le top 10 des entreprises industrielles du territoire de Krasnodar (Troisième place dans le classement des activités d'investissement en Russie).
La même année, l'usine d'électrométallurgie d'Abinsk est devenu lauréat de la nomination «Exportateur de l'année dans le domaine des hautes technologies. Grosse affaire», envoi de produits à l'étranger de près de 20 milliards de roubles. En 2019, L'usine d'Abinsk a acquis l'usine "Severstal Sortovy Zavod" située dans la région de Saratov et spécialisée dans la production de raccords pour la construction, ainsi que d'un profil structurel standard et des sections transversales,.